# Martin Gärtner
Martin Gärtner (* 30. Oktober 1901 in Bad Aibling; † 18. Juli 1972 ebenda) war ein deutscher Politiker der Bayernpartei. 

## Leben
Gärtner besuchte drei Jahre das Progymnasium Schäftlarn und war bis zum Abschluss der 6. Klasse am Neuen Realgymnasium in München. Er machte eine Fachausbildung bis zu seiner Gesellenreife im Mauerhandwerk und besuchte anschließend die Staatsbauschule München sowie das Technikum Max Hittenkofer in Strehlitz-Mecklenburg. Da der Vater 1926 starb, leitete er das Geschäft seiner Mutter und übernahm dieses am 1. Januar 1929. Er war ab 1927 Obermeister der Freien Handwerkerinnung. Zudem war er Vorstandsmitglied der Ortskrankenkasse in Bad Aibling und ab 1930 Stadtrat von Bad Aibling. Seit 1947 bzw. 1948 war er wieder Stellvertreter der Bauinnung Rosenheim, Stadt- und Kreisrat in Bad Aibling und in der Vorstandschaft der Ortskrankenkasse Rosenheim.
Er war vom 27. November 1950 bis zum 12. Dezember 1954 für den Wahlkreis Oberbayern Mitglied des Bayerischen Landtages und der dortigen BP-Fraktion. Im Landtag war er zudem Mitglied des Ausschusses für Angelegenheiten der Heimatvertriebenen und Kriegsfolgegeschädigten sowie des Ausschusses für den Staatshaushalt.